# Agostino Mitelli
Agostino Mitelli (Battedizzo, 16 marzo 1609 – Madrid, 2 agosto 1660) è stato un pittore italiano.

## Biografia

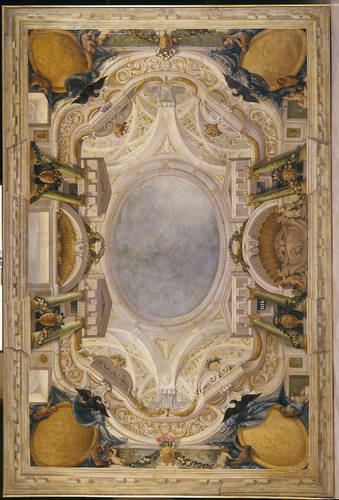
Quadratura nel soffitto del Museo del Prado

Fu un pittore del periodo barocco che seguì la corrente della quadratura.
Nacque a Battedizzo, vicino a Bologna e morì a Madrid, mentre lavorava alla Corte di Filippo IV di Spagna. Egli era stato un allievo di Gabriello Ferrantini (degli Occhiali), Girolamo Curti, e collega di Angelo Michele Colonna a Bologna. Esempi delle sue opere possono vedersi a Bologna, Parma, Modena, Forlì (chiesa di San Filippo Neri), Firenze, Roma e Genova, a testimonianza della popolarità della corrente pittorica. Colonna e Mitelli si spostarono a Madrid, nel 1658, per collaborare alla decorazione dell'Alcázar Real e del Palazzo del Buon Ritiro. Mitelli pubblicò alcune acqueforti in un manoscritto intitolato Freggi dell'architettura da Agostino Mitelli.
Attraverso i suoi numerosi allievi che viaggiarono per tutta l'Europa, Mitelli esercitò una grande influenza sulla scuola dei pittori di prospettive architettoniche (quadratura). Ebbe cinque figli, tra i quali Giuseppe Maria Mitelli (1634–1718) e Giovanni Maria Mitelli, religioso della congregazione del Ben Morire, sono i più conosciuti. Giuseppe Maria fu pittore e incisore. Due delle sue figlie sposarono dei suoi allievi, Baldassare Bianchi, che fu particolarmente attivo a Mantova, e Giacomo Alboresi, che operò principalmente a Parma e Firenze. Giovanni Paderna, Giovanni Giacomo Monti, Domenico Santi, detto Mengazzino, Francesco Quaini e Andrea Monticelli sono stati allievi di Mitelli.